# West Boylston
West Boylston est une municipalité du comté de Worcester au Massachusetts, fondée en 1642.
Sa population était de 7 669 habitants en 2010.

## Localisation
| Holden           | Sterling      | Sterling   |
| Holden           | West Boylston | Boylston   |
| Holden Worcester | Worcester     | Shrewsbury |